# Associazione Calcio Legnano 2007-2008
Questa pagina raccoglie le informazioni riguardanti l'Associazione Calcio Legnano nelle competizioni ufficiali della stagione 2007-2008.

## Stagione

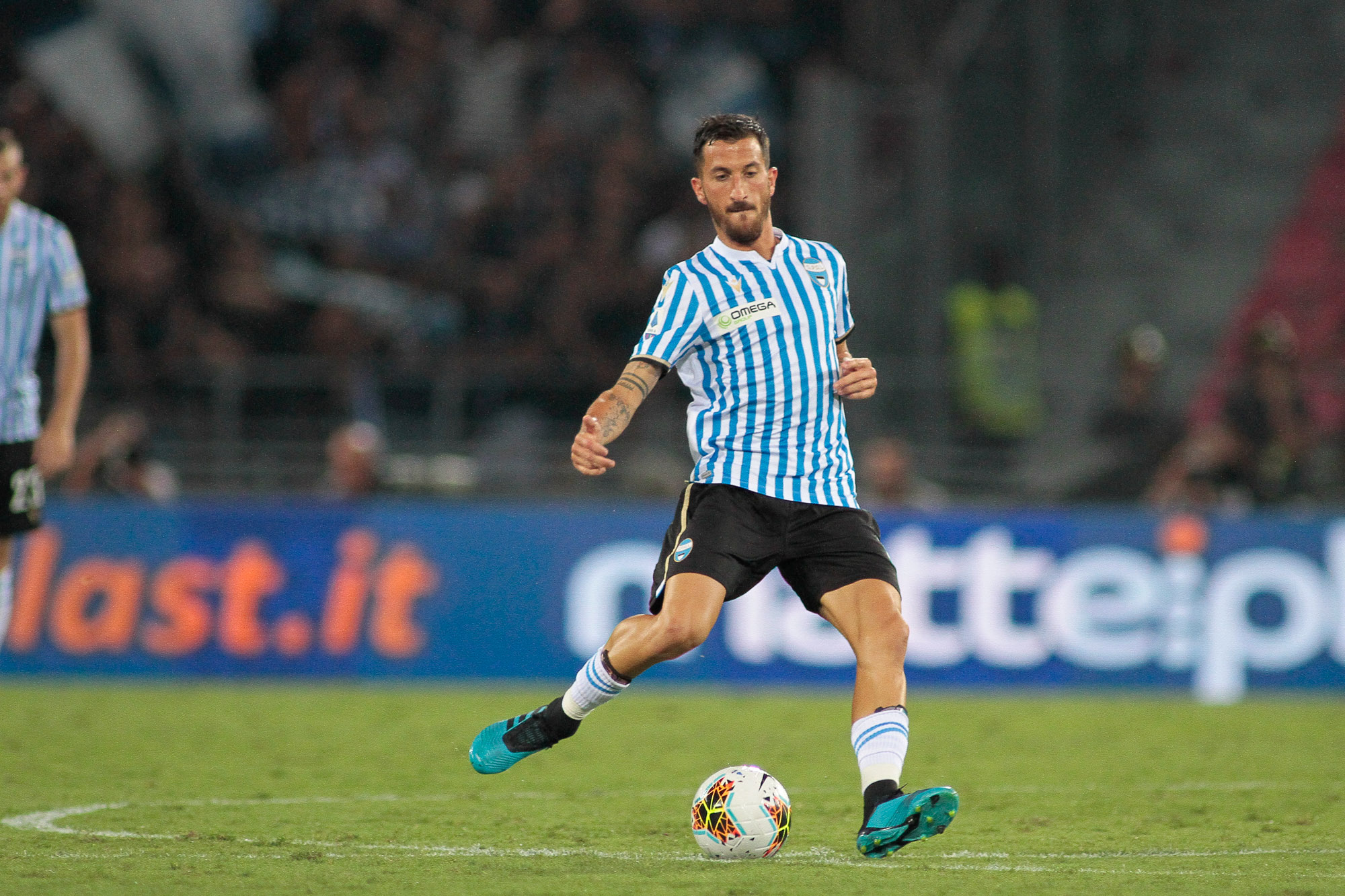
Mirko Valdifiori, al Legnano nella stagione 2007-2008, in un'immagine del 2019

Prima dell'inizio di questa stagione, il Legnano viene acquistato da Giuseppe Resta. Con l'obiettivo di rimanere in Serie C1, l'organico è rafforzato grazie all'innesto di giocatori di elevato spessore tecnico. Arrivano al Legnano i portieri Daniele Mandelli e Vincenzo Grillo, i difensori Valerio Foglio, Francesco Battaglia, Daniele Gasparetto e Gabriele Goretti, i centrocampisti Marcello Albino, Pietro Maglio, Mattia Morandi, Mirko Valdifiori e gli attaccanti Simone Dell'Acqua, Angelo Di Nardo, Laurent Lanteri, Italo Mattioli e Alessandro Romeo. Lasciano i Lilla i portieri Andrea La Macchia e Enrico Maria Malatesta, i difensori Denis Zanardo, Andrea Avolio, Giuseppe Petitto e Luca Bretti, i centrocampisti Matteo Ambrosoni, Fabian Valtolina e Carmine Giordano e gli attaccanti Dario Bettini, Antony Farina, Loic Lumbilla Kandja e Fabio Moscelli.
Nella stagione 2007-2008 il Legnano disputa il girone A del campionato di Serie C1, piazzandosi in settima posizione con 48 punti. Il torneo è vinto con 63 punti dal Sassuolo, che ottiene la promozione diretta in Serie B, mentre la seconda squadra promossa tra i cadetti è il Cittadella, che vince invece i play-off. Invece, in Coppa Italia Serie C, il Legnano giunge terzo nel girone B, risultato che non permette ai Lilla di passare al turno successivo.

## Divise e sponsor
| Casa |

## Organigramma societario
Area direttiva
- Presidente: Giuseppe Resta

Area tecnica
- Allenatore: Claudio Gabetta, poi Egidio Notaristefano

## Rosa
| N. |                      | Ruolo | Calciatore          |
| -- | -------------------- | ----- | ------------------- |
|    | Italia (bandiera)    | C     | Marcello Albino     |
|    | Italia (bandiera)    | C     | Giovanni Arioli     |
|    | Italia (bandiera)    | D     | Stefano Avogadri    |
|    | Italia (bandiera)    | D     | Francesco Battaglia |
|    | Italia (bandiera)    | D     | Matteo Bertoli      |
|    | Italia (bandiera)    | C     | Alessandro Bosio    |
|    | Italia (bandiera)    | C     | Luca Ceccarelli     |
|    | Italia (bandiera)    | D     | Manuel Cilona       |
|    | Argentina (bandiera) | C     | Patricio D'Amico    |
|    | Italia (bandiera)    | A     | Simone Dell'Acqua   |
|    | Italia (bandiera)    | A     | Angelo Di Nardo     |
|    | Italia (bandiera)    | D     | Valerio Foglio      |
|    | Italia (bandiera)    | D     | Daniele Gasparetto  |
|    | Italia (bandiera)    | C     | Gabriele Goretti    |

| N. |                    | Ruolo | Calciatore        |
| -- | ------------------ | ----- | ----------------- |
|    | Italia (bandiera)  | P     | Vincenzo Grillo   |
|    | Francia (bandiera) | C     | Pedro Kamata      |
|    | Francia (bandiera) | A     | Laurent Lanteri   |
|    | Italia (bandiera)  | D     | Elia Legati       |
|    | Italia (bandiera)  | D     | Cristian Maggioni |
|    | Italia (bandiera)  | C     | Pietro Maglio     |
|    | Italia (bandiera)  | P     | Daniele Mandelli  |
|    | Italia (bandiera)  | D     | Lorenzo Marietti  |
|    | Italia (bandiera)  | A     | Italo Mattioli    |
|    | Italia (bandiera)  | C     | Mattia Morandi    |
|    | Italia (bandiera)  | A     | Alessandro Romeo  |
|    | Italia (bandiera)  | A     | Carlo Taldo       |
|    | Italia (bandiera)  | C     | Mirko Valdifiori  |

## Risultati

### Serie C1 (girone A)

#### Girone d'andata
| Foggia 26 agosto 2007 1ª giornata | Foggia          | 0 – 0 | Legnano | Stadio Pino Zaccheria\| Arbitro: \| Manna (Isernia) \| |
| Arbitro:                          | Manna (Isernia) |       |         |                                                        |

| Arbitro: | D'Alesio (Forlì) |

|                                         |           |  |
| Romeo 35’ (rig.) Kamata 58’ Goretti 70’ | Marcatori |  |

| Arbitro: | Colasanti (Grosseto) |

|            |           |           |
| Rabito 68’ | Marcatori | 52’ Romeo |

| Legnano 16 settembre 2007 4ª giornata        | Legnano   | 0 – 1      | Foligno | Stadio Giovanni Mari |
| \| \| \| \| \| \| Marcatori \| 33’ Parolo \| |           |            |         |                      |
|                                              |           |            |         |                      |
|                                              | Marcatori | 33’ Parolo |         |                      |

| Arbitro: | Liotta (Caltanissetta) |

|              |           |  |
| Burrai 90+3’ | Marcatori |  |

| Arbitro: | Nasca (Bari) |

|                                     |           |                                   |
| Tarallo 65’ Iacopino 75’ Vicari 84’ | Marcatori | 57’ (aut:) Teani 70’ (rig.) Romeo |

| Arbitro: | Magno (Catania) |

|                         |           |           |
| Lanteri 50’ Taldo 90+3’ | Marcatori | 17’ Greco |

| Arbitro: | Bagalini (Fermo) |

|            |           |  |
| Rubino 31’ | Marcatori |  |

| Arbitro: | Paparazzo (Catanzaro) |

|           |           |                            |
| Taldo 21’ | Marcatori | 16’ Graziani 88’ Zanoletti |

| Arbitro: | Paoloemilio (Lanciano) |

|                     |           |  |
| Mattioli 82’ (rig.) | Marcatori |  |

| Arbitro: | Taverna (Taurianova) |

|             |           |  |
| Cantoro 61’ | Marcatori |  |

| Arbitro: | Palazzino (Ciampino) |

|  |           |                                         |
|  | Marcatori | 3’ Citterio 50’ Gasparello 80’ D. Rosso |

| Arbitro: | Del Giovane (Albano Laziale) |

|              |           |                              |
| Cattaneo 57’ | Marcatori | 22’ Foglio 67’ (rig.) Arioli |

| Legnano 18 novembre 2007 14ª giornata | Legnano                        | 0 – 0 | Cavese | Stadio Giovanni Mari\| Arbitro: \| Corletto (Castelfranco Veneto) \| |
| Arbitro:                              | Corletto (Castelfranco Veneto) |       |        |                                                                      |

| Arbitro: | Baratta (Salerno) |

|                          |           |                     |
| Masucci 2’ Consolini 49’ | Marcatori | 9’ Taldo 54’ Albino |

| Arbitro: | Tasso (La Spezia) |

|          |           |                |
| Taldo 8’ | Marcatori | 90’ Meggiorini |

| Arbitro: | Ferraioli (Nocera Inferiore) |

|  |           |           |
|  | Marcatori | 54’ Taldo |

#### Girone di ritorno
| Legnano 16 dicembre 2007 18ª giornata | Legnano                 | 0 – 0 | Foggia | Stadio Giovanni Mari\| Arbitro: \| Vallesi (Ascoli Piceno) \| |
| Arbitro:                              | Vallesi (Ascoli Piceno) |       |        |                                                               |

| Arbitro: | Tidona (Torino) |

|                  |           |  |
| Tozzi Borsoi 47’ | Marcatori |  |

| Legnano 14 gennaio 2008 20ª giornata        | Legnano   | 1 – 0 | Padova | Stadio Giovanni Mari |
| \| \| \| \| \| Romeo 70’ \| Marcatori \| \| |           |       |        |                      |
|                                             |           |       |        |                      |
| Romeo 70’                                   | Marcatori |       |        |                      |

| Arbitro: | Citro (Battipaglia) |

|                        |           |                |
| Coresi 8’ Noviello 58’ | Marcatori | 28’ Ceccarelli |

| Arbitro: | Guida (Torre Annunziata) |

|                                              |           |  |
| Foglio 34’ (rig.) Ceccarelli 74’ Lanteri 81’ | Marcatori |  |

| Arbitro: | Manna (Isernia) |

|             |           |  |
| Lanteri 20’ | Marcatori |  |

| Arbitro: | Doveri (Aprilia) |

|                             |           |                                    |
| Gonnella 86’ Sibilano 90+4’ | Marcatori | 7’ Mattioli 10’ Foglio 60’ Lanteri |

| Legnano 24 febbraio 2008 25ª giornata                                                       | Legnano   | 3 – 1        | Novara | Stadio Giovanni Mari |
| \| \| \| \| \| Foglio 20’ Ceccarelli 62’ Lanteri 85’ (rig.) \| Marcatori \| 90+1’ Rubino \| |           |              |        |                      |
|                                                                                             |           |              |        |                      |
| Foglio 20’ Ceccarelli 62’ Lanteri 85’ (rig.)                                                | Marcatori | 90+1’ Rubino |        |                      |

| Arbitro: | Viti (Campobasso) |

|                 |           |  |
| Temelin 6’, 18’ | Marcatori |  |

| Arbitro: | Ruini (Reggio Emilia) |

|                |           |  |
| La Cagnina 26’ | Marcatori |  |

| Arbitro: | Spadaccini (Vasto) |

|                                                   |           |  |
| Morandi 31’ Foglio 36’, 74’ Lanteri 62’ Taldo 77’ | Marcatori |  |

| Arbitro: | Baratta (Salerno) |

|  |           |                |
|  | Marcatori | 60’ Ceccarelli |

| Legnano 6 aprile 2008 30ª giornata | Legnano           | 0 – 0 | Pro Sesto | Stadio Giovanni Mari\| Arbitro: \| Bellutti (Trento) \| |
| Arbitro:                           | Bellutti (Trento) |       |           |                                                         |

| Arbitro: | Vallesi (Ascoli Piceno) |

|                          |           |             |
| Aquino 28’ Giampaolo 55’ | Marcatori | 63’ Lanteri |

| Arbitro: | Gallione (Alessandria) |

|                                          |           |                              |
| Lanteri 65’ (rig.) Ceccarelli 87’ (rig.) | Marcatori | 57’ Pensalfini 90+3’ Masucci |

| Arbitro: | Passeri (Gubbio) |

|                         |           |                          |
| Carteri 11’ Coralli 62’ | Marcatori | 19’ Mattioli 82’ Lanteri |

| Arbitro: | Irrati (Pistoia) |

|                               |           |              |
| Ceccarelli 10’ Taldo 33’, 44’ | Marcatori | 2’ Antenucci |

### Coppa Italia Serie C (girone B)
| 19 agosto 2007 1ª giornata |  | – Turno di riposo Legnano |  |  |

| Arbitro: | Ostinelli (Como) |

|                                 |           |           |
| Tramezzani 8’ D. Rosso 57’, 69’ | Marcatori | 87’ Taldo |

| Arbitro: | Vanoli (Novara) |

|                              |           |              |
| Lanteri 20’ (rig.) Romeo 60’ | Marcatori | 82’ Barbieri |

| Varese 5 settembre 2007 4ª giornata                      | Varese    | 2 – 0 | Legnano | Stadio Franco Ossola |
| \| \| \| \| \| Tripoli 35’ Casisa 57’ \| Marcatori \| \| |           |       |         |                      |
|                                                          |           |       |         |                      |
| Tripoli 35’ Casisa 57’                                   | Marcatori |       |         |                      |

| Legnano 12 settembre 2007 5ª giornata                          | Legnano   | 1 – 1            | Solbiatese | Stadio Giovanni Mari |
| \| \| \| \| \| Lanteri 23’ \| Marcatori \| 85’ (rig.) Benin \| |           |                  |            |                      |
|                                                                |           |                  |            |                      |
| Lanteri 23’                                                    | Marcatori | 85’ (rig.) Benin |            |                      |

## Statistiche

### Statistiche di squadra
| Competizione         | Punti | Totale | Totale | Totale | Totale | Totale | Totale | DR |
| Competizione         | Punti | G      | V      | N      | P      | Gf     | Gs     | DR |
| -------------------- | ----- | ------ | ------ | ------ | ------ | ------ | ------ | -- |
| Serie C1             | 48    | 34     | 13     | 9      | 12     | 42     | 34     | +8 |
| Coppa Italia Serie C | 4     | 4      | 1      | 1      | 2      | 4      | 7      | -3 |

### Statistiche dei giocatori
| Giocatore     | Serie C1 | Serie C1 |
| Giocatore     | Presenze | Reti     |
| ------------- | -------- | -------- |
| M. Albino     | 13       | 1        |
| G. Arioli     | 13       | 1        |
| S. Avogadri   | 12       | 0        |
| F. Battaglia  | 17       | 0        |
| M. Bertoli    | 16       | 0        |
| A. Bosio      | 11       | 0        |
| L. Ceccarelli | 24       | 6        |
| M. Cilona     | 12       | 0        |
| P. D'Amico    | 24       | 0        |
| S. Dell'Acqua | 5        | 0        |
| A. Di Nardo   | 1        | 0        |
| V. Foglio     | 29       | 6        |
| D. Gasparetto | 28       | 0        |
| G. Goretti    | 15       | 1        |
| V. Grillo     | 32       | 0        |
| P. Kamatà     | 19       | 1        |
| L. Lanteri    | 24       | 9        |
| E. Legati     | 28       | 0        |
| C. Maggioni   | 27       | 0        |
| P. Maglio     | 2        | 0        |
| D. Mandelli   | 2        | 0        |
| L. Marietti   | 8        | 0        |
| I. Mattioli   | 26       | 3        |
| M. Morandi    | 23       | 1        |
| A. Romeo      | 12       | 4        |
| C. Taldo      | 28       | 8        |
| M. Valdifiori | 17       | 0        |